# Velika nagrada Italije 1951
Velika nagrada Italije 1951 je bila sedma dirka Svetovnega prvenstva Formule 1 v sezoni 1951. Odvijala se je 16. septembra 1951.

## Rezultati

### Kvalifikacije
| Poz | Št | Dirkač                | Konstruktor        | Čas       | Zaostanek |
| --- | -- | --------------------- | ------------------ | --------- | --------- |
| 1   | 38 | Juan Manuel Fangio    | Alfa Romeo         | 1:53,2    | –         |
| 2   | 34 | Nino Farina           | Alfa Romeo         | 1:53,9    | + 0,7     |
| 3   | 2  | Alberto Ascari        | Ferrari            | 1:55,1    | + 1,9     |
| 4   | 6  | José Froilán González | Ferrari            | 1:55,9    | + 2,7     |
| 5   | 4  | Luigi Villoresi       | Ferrari            | 1:57,9    | + 4,7     |
| 6   | 8  | Piero Taruffi         | Ferrari            | 1:58,2    | + 5,0     |
| 7   | 40 | Felice Bonetto        | Alfa Romeo         | 1:58,3    | + 5,1     |
| 8   | 30 | Reg Parnell           | BRM                | 2:02,2    | + 9,0     |
| 9   | 36 | Toulo de Graffenried  | Alfa Romeo         | 2:05,2    | + 12,0    |
| 10  | 32 | Ken Richardson        | BRM                | 2:05,6    | + 12,4    |
| 11  | 48 | André Simon           | Simca-Gordini      | 2:08,0    | + 14,8    |
| 12  | 50 | Maurice Trintignant   | Simca-Gordini      | 2:08,9    | + 15,7    |
| 13  | 46 | Robert Manzon         | Simca-Gordini      | 2:09,0    | + 15,8    |
| 14  | 24 | Yves Giraud-Cabantous | Talbot-Lago-Talbot | 2:09,3    | + 16,1    |
| 15  | 18 | Louis Rosier          | Talbot-Lago-Talbot | 2:10,8    | + 17,6    |
| 16  | 12 | Chico Landi           | Ferrari            | 2:11,2    | + 18,0    |
| 17  | 20 | Louis Chiron          | Talbot-Lago-Talbot | 2:12,1    | + 18,9    |
| 18  | 44 | Franco Rol            | OSCA               | 2:13,4    | + 20,2    |
| 19  | 16 | Peter Whitehead       | Ferrari            | 2:16,2    | + 23,0    |
| 20  | 22 | Pierre Levegh         | Talbot-Lago-Talbot | 2:16,5    | + 23,3    |
| 21  | 26 | Johnny Claes          | Talbot-Lago-Talbot | 2:18,6    | + 25,4    |
| 22  | 28 | Jacques Swaters       | Talbot-Lago-Talbot | 2:18,8    | + 25,6    |
| 23  | 14 | Rudi Fischer          | Ferrari            | brez časa | –         |
| 24  | 32 | Hans Stuck            | BRM                | brez časa | –         |

### Dirka
| Poz | Št | Dirkač                     | Konstruktor        | Krogi | Čas/Odstop      | Št. m. | Toč |
| --- | -- | -------------------------- | ------------------ | ----- | --------------- | ------ | --- |
| 1   | 2  | Alberto Ascari             | Ferrari            | 80    | 2:42:39,3       | 3      | 8   |
| 2   | 6  | José Froilán González      | Ferrari            | 80    | + 24,6 s        | 4      | 6   |
| 3   | 40 | Felice Bonetto Nino Farina | Alfa Romeo         | 79    | +1 krog         | 7      | 2 3 |
| 4   | 4  | Luigi Villoresi            | Ferrari            | 79    | +1 krog         | 5      | 3   |
| 5   | 8  | Piero Taruffi              | Ferrari            | 78    | +2 kroga        | 6      | 2   |
| 6   | 48 | André Simon                | Simca-Gordini      | 74    | +6 krogov       | 11     |     |
| 7   | 18 | Louis Rosier               | Talbot-Lago-Talbot | 73    | +7 krogov       | 15     |     |
| 8   | 24 | Yves Giraud Cabantous      | Talbot-Lago-Talbot | 72    | +8 krogov       | 14     |     |
| 9   | 44 | Franco Rol                 | OSCA               | 67    | +13 krogi       | 18     |     |
| Ods | 38 | Juan Manuel Fangio         | Alfa Romeo         | 39    | Motor           | 1      |     |
| Ods | 50 | Maurice Trintignant        | Simca-Gordini      | 29    | Motor           | 12     |     |
| Ods | 46 | Robert Manzon              | Simca-Gordini      | 29    | Motor           | 13     |     |
| Ods | 20 | Louis Chiron               | Talbot-Lago-Talbot | 23    | Vžig            | 17     |     |
| Ods | 22 | Pierre Levegh              | Talbot-Lago-Talbot | 9     | Motor           | 20     |     |
| Ods | 28 | Jacques Swaters            | Talbot-Lago-Talbot | 7     | Pregrevanje     | 22     |     |
| Ods | 34 | Nino Farina                | Alfa Romeo         | 6     | Motor           | 2      |     |
| Ods | 26 | Johnny Claes               | Talbot-Lago-Talbot | 4     | Črpalka za olje | 21     |     |
| Ods | 36 | Toulo de Graffenried       | Alfa Romeo         | 1     | Kompresor       | 9      |     |
| Ods | 16 | Peter Whitehead            | Ferrari            | 1     | Motor           | 19     |     |
| Ods | 12 | Chico Landi                | Ferrari            | 0     | Prenos          | 16     |     |
| DNS | 30 | Reg Parnell                | BRM                | 0     |                 | 8      |     |
| DNS | 32 | Ken Richardson             | BRM                | 0     |                 | 10     |     |